# Condado de Kings (Nova Escócia)
O Condado de Kings é um dos 18 condados da província canadense de Nova Escócia. A população do condado é de cerca de 60,600 habitantes e a área territorial é de 2,126.71 quilômetros quadrados.